# Diamondville
Diamondville est une municipalité américaine située dans le comté de Lincoln au Wyoming.
Lors du recensement de 2010, sa population est de 737 habitants. La municipalité s'étend sur 1,17 milles carrés (3,03 km2).
La localité est fondée dans la deuxième moitié du XIXe siècle pour héberger des mineurs. Elle devient une municipalité en 1896 et doit son nom à la qualité de son charbon, qualifié de « diamant noir ».